# Avril 1854

## Événements
- 3 avril (Russie) : mouvements massif de serfs des provinces centrales vers Moscou après l’oukase du 3 avril demandant des volontaires pour la flotte de Baltique. Répression par la troupe.
- 15 avril, Guerre de Crimée : le colonel Edmond Le Bœuf (futur maréchal de France) est nommé chef d'état-major de l'artillerie de l'armée d'Orient.
- 20 avril : 
  - François Joseph Ier d'Autriche choisit la neutralité dans la crise d’Orient et conclut un traité d’alliance avec la Prusse qui met la confédération germanique en dehors du conflit.
  - France : la Compagnie des chemins de fer de l'Est absorbe la Compagnie du chemin de fer de Strasbourg à Bâle.
  - Guerre de Crimée : signature d’une alliance défensive entre l’Autriche et la Prusse au cas où la Russie entrerait dans les Balkans.
- 22 avril, Guerre de Crimée : une flotte franco-britannique bombarde la ville russe d'Odessa.

## Naissances
- 29 avril :
  - Carlo Bugatti, décorateur Art nouveau.
  - Henri Poincaré, mathématicien français.